# Pomacentrus wardi
Pomacentrus wardi is een  straalvinnige vissensoort uit de familie van rifbaarzen of koraaljuffertjes (Pomacentridae). De wetenschappelijke naam van de soort is voor het eerst geldig gepubliceerd in 1927 door Whitley.
De soort staat op de Rode Lijst van de IUCN als niet bedreigd, beoordelingsjaar 2009.